# Уляшкин
Уля́шкин — хутор в Каменском районе Ростовской области.
Входит в состав Уляшкинского сельского поселения. 

## Население
| 2010 | 2016 |
| ---- | ---- |
| 97   | ↗105 |

## Улицы
На хуторе имеется одна улица — Лесная.

## Фотогалерея

Виды хутора
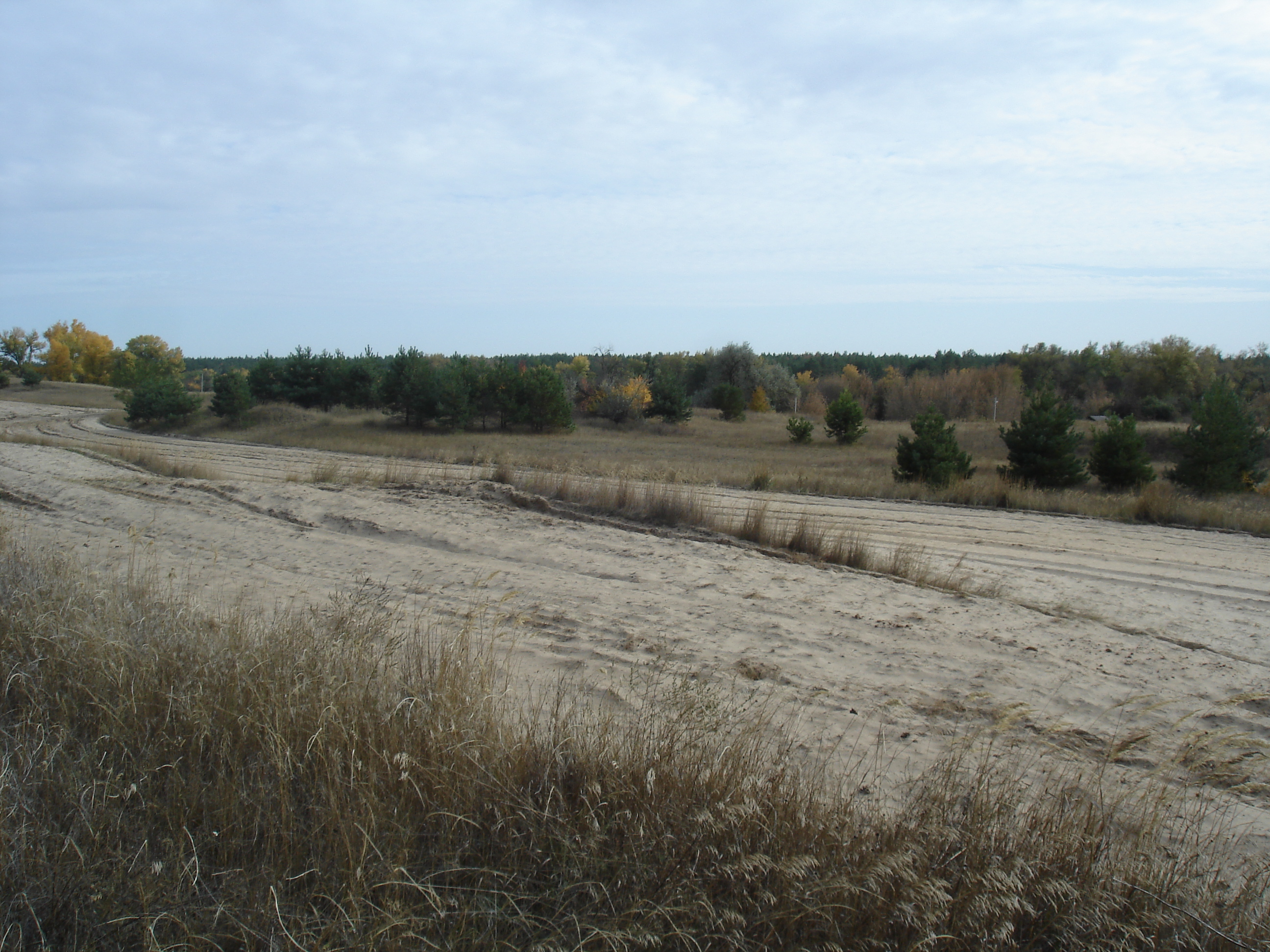
Лес рядом с хутором
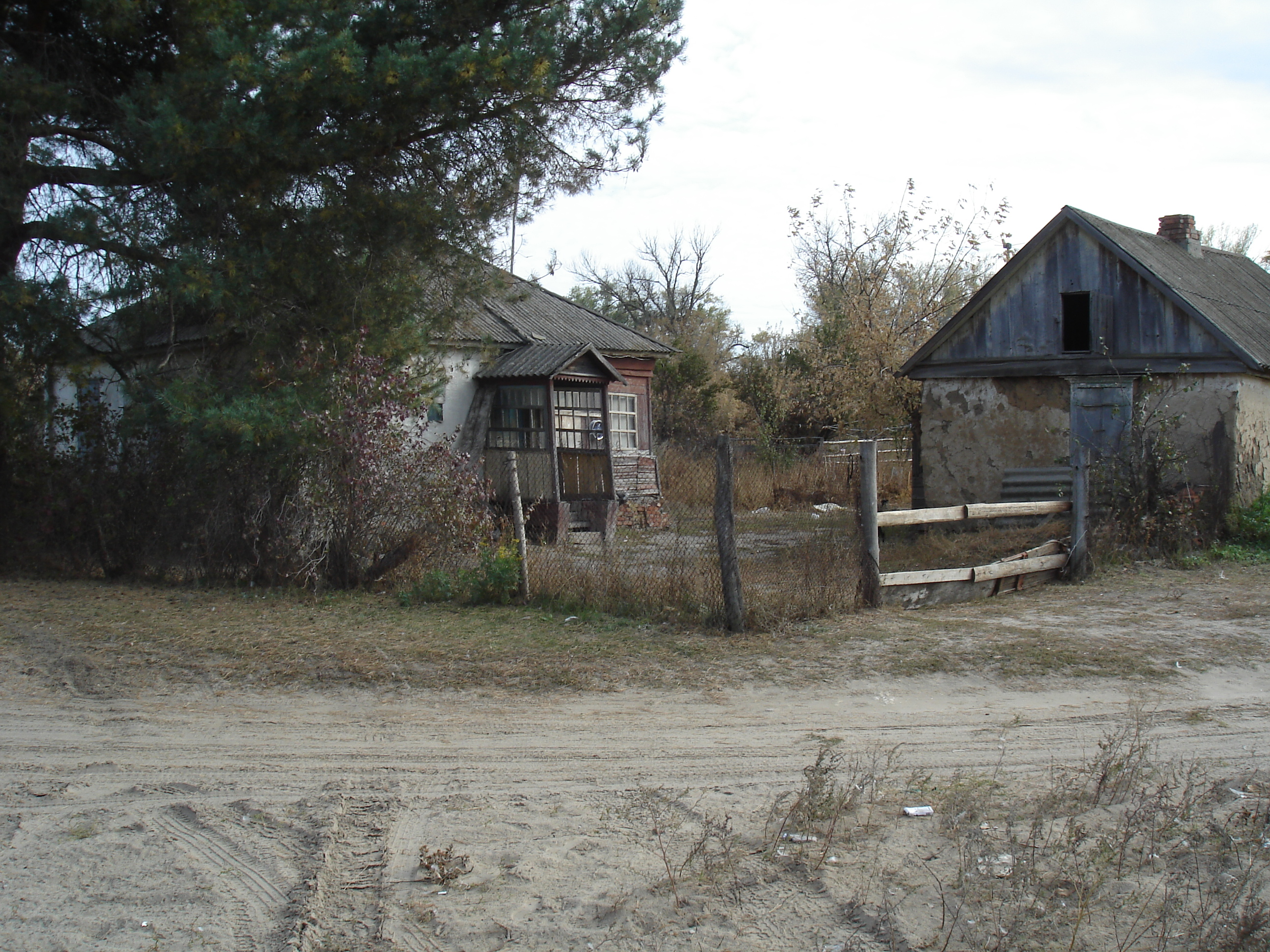
Одно из подворий
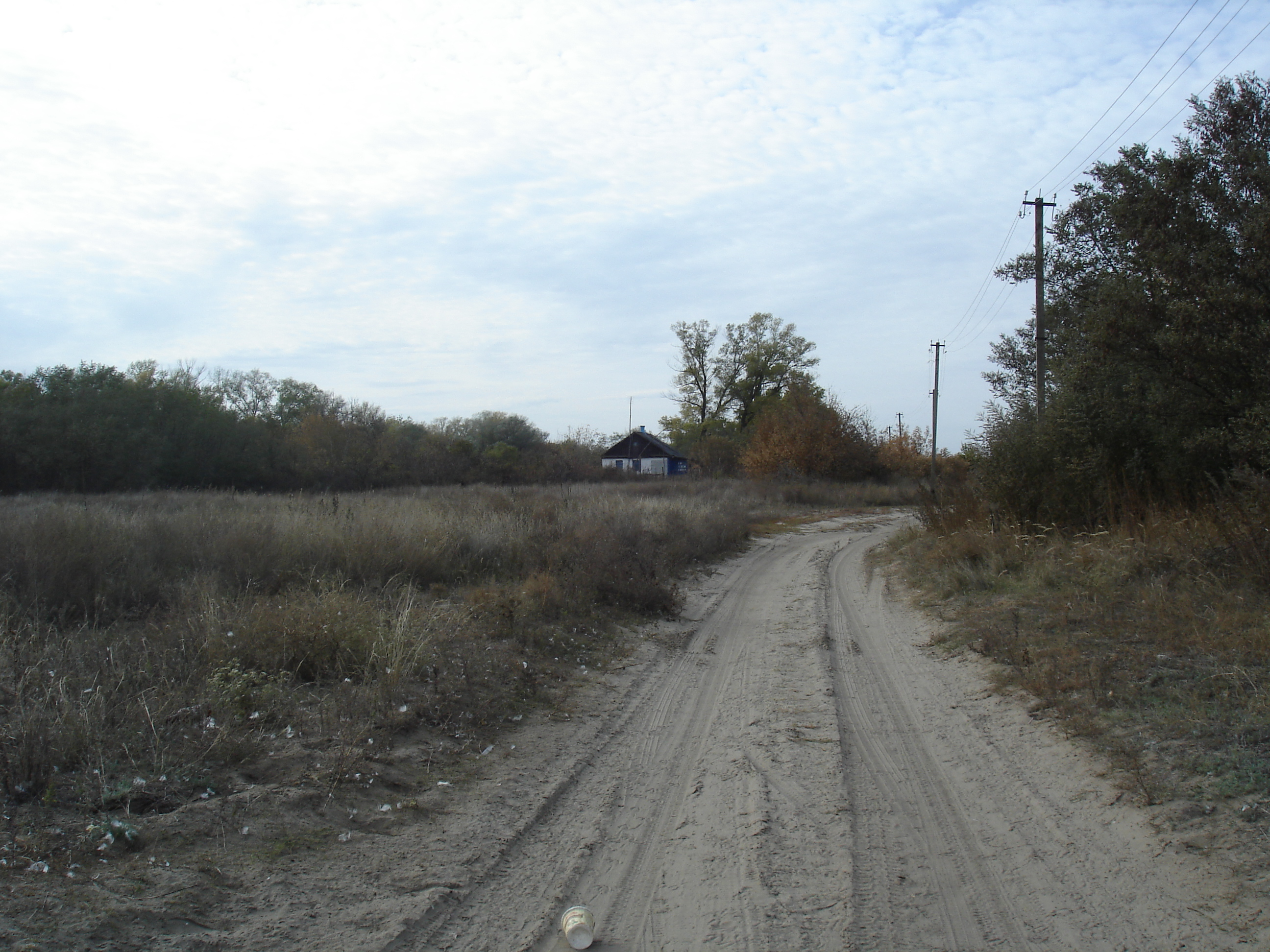
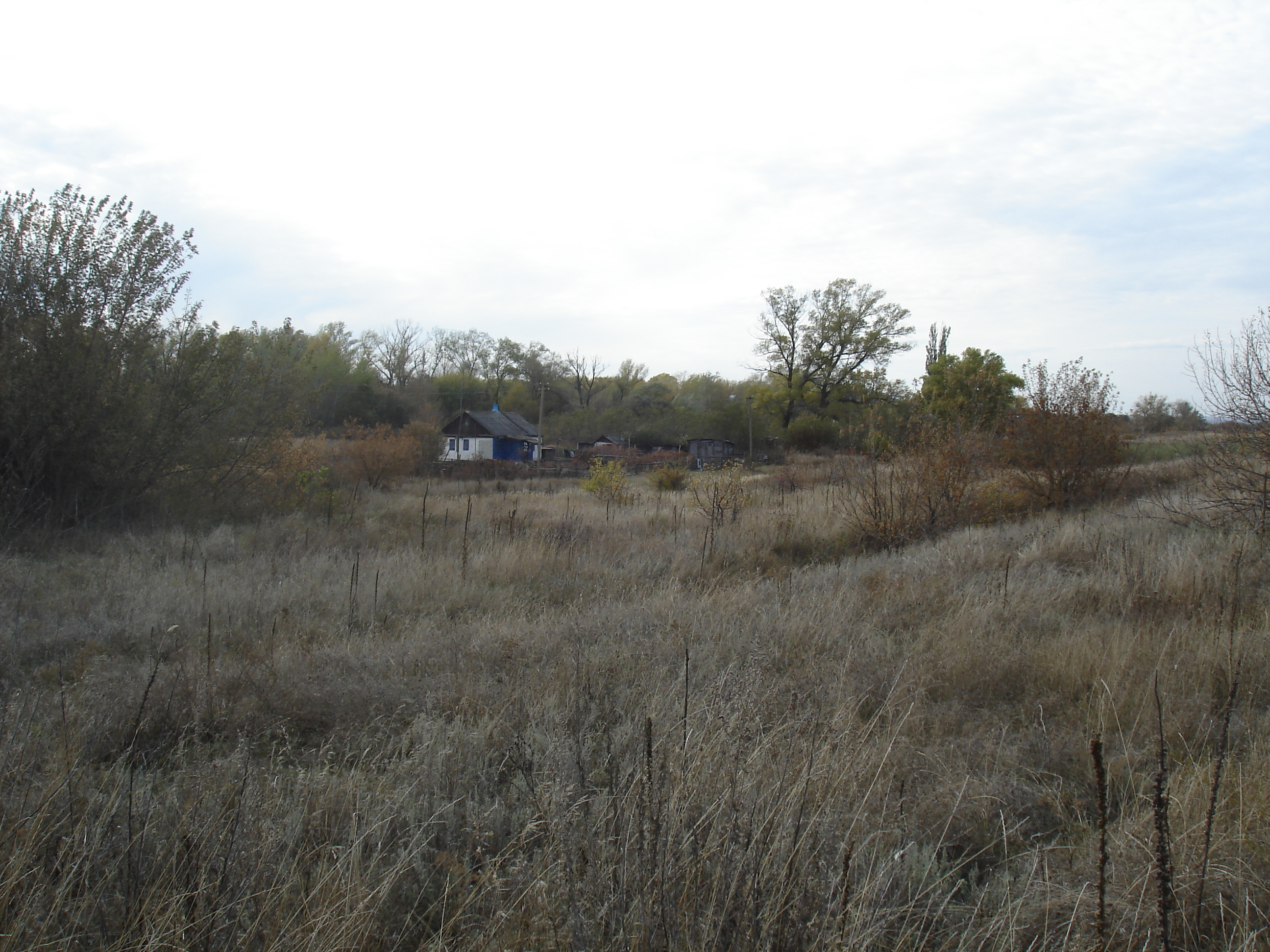